# Shikamaru Nara
Shikamaru Nara (奈良 シカマル, Nara Shikamaru) é um Jōnin da série anime e mangá Naruto, escrito e desenhado pelo mangaká Masashi Kishimoto. Atualmente, exerce o cargo de conselheiro-chefe, sendo braço direito de Naruto o atual 7° Hokage. Faz parte da equipe de Asuma Sarutobi, juntamente com Ino Yamanaka e Choji Akimichi. O nome da equipe também recupera a combinação de cartas do jogo japonês hanafuda chamada precisamente Zinho-Cho (Javali-Cervo-borboleta) que vale 5 pontos. Na equipe, Shikamaru representa o veado, animal que é protegido em uma floresta privada acessível apenas pela família Nara. Várias revistas especializadas em anime e mangá têm expressado críticas positivas sobre a personagem, apreciando a sua personalidade e o seu desenvolvimento durante a série. No ranking da Revista Japonesa Shōnen Jump, Shikamaru sempre alcançou os primeiros lugares do top 10, chegando mesmo terceiro, quarto ou quinto.

## O personagem

### Criação e desenvolvimento
Masashi Kishimoto revelou que prefere a personagem de Shikamaru próprio para o seu caráter, ao contrário do de Naruto e de Sasuke. Durante o design da segunda parte da série, Kishimoto decidiu deixar a aparência de Shikamaru quase inalterada: a personagem, na verdade, mantém o coprifronte no braço e traz sempre o mesmo penteado. Não é por acaso que o clã Nara está em amizade com os veados. Na verdade, "Shika" significa veado (鹿), e "- Maru " (丸) é um sufixo comumente usado nos nomes masculinos. Seu sobrenome, Nara, vem da prefeitura de Nara no Japão, e "Nara ko-en" (Parque Nara) é famoso por veados cujos chifres são usados para produzir remédios. A época Nara foi também a era em que o budismo foi introduzido no Japão; vários mosteiros budistas detectaram no cervo o seu protetor, e tornaram a caça ao cervo ilegal na prefeitura. Com Ino (que significa javali) e Choji (que significa borboleta), o nome de Shikamaru forma a combinação vencedora "Ino-Shika-cho" do jogo hanafuda.

### Frase do personagem
Shikamaru, como Naruto, tem a sua própria frase que repete várias vezes durante a série e tem "caracterizado" a personagem. Essa frase é Mendokusai (めんどくさい), tradução em: "problemático ".

### Personalidade

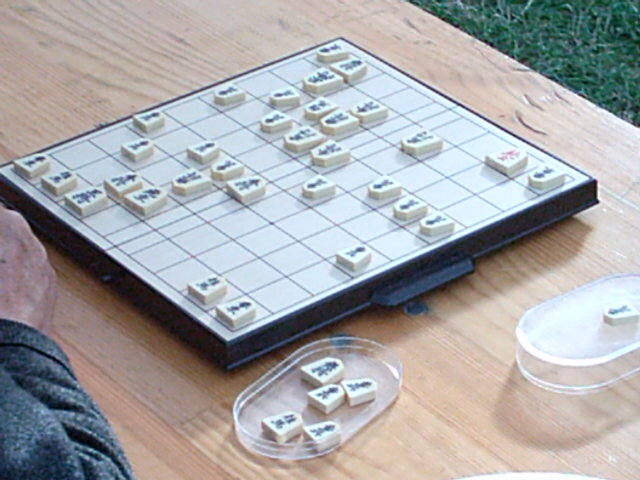
O Shogi, o jogo preferido de shikamaru.

Shikamaru é uma pessoa que não se entusiasma muito facilmente e prefere dormir a qualquer outra coisa. Ele gosta de jogos de inteligência, em que geralmente se deleitam os velhos, como o shogi. Mas quando o dever chama, Shikamaru assume um forte sentido de proteção contra os seus companheiros, embora no início, por seu próprio testemunho, ele diz que falta de coragem, se autodenominando "o covarde número um". Com o passar do tempo, torna-se uma pessoa cada vez mais responsável em relação aos seus amigos, como quando decide ficar para trás para enfrentar os ninjas do som só para permitir que Naruto atinja Sasuke.
Shikamaru é muito insensível e não demonstra muita simpatia pelo sexo feminino; uma demonstração nos vem das discussões com sua mãe Yoshino durante a vida de cada dia. Apesar disso, expressou o interesse de se casar e de ter dois filhos. Ele está muito ligado a Choji Akimichi, seu companheiro de equipe e melhor amigo desde os tempos da infância. Seu relacionamento é baseado em uma profunda estima e senso de proteção mútua. Shikamaru valoriza tanto Choji a ponto  afirmar que se tivesse que lutar contra ele nos Exames Chunin, desistiria. O Nara também é gosto a Kurenai, companheira de seu sensei, Asuma. Quando descobre que a mulher espera um filho pelo seu mestre, promete defendê-la a todo custo. Além disso, Shikamaru tem apertado uma relação de amizade quase fraterno, com sua companheira de equipe Ino Yamanaka. Não por acaso, Shikamaru, Choji e Ino formam o trio de segunda geração Ino-Shika-Cho, tal como os seus pais. Tem muita fé em Naruto Uzumaki (especialmente na segunda parte da série). Mas o rapaz está muito ligado à ninja da Vila Da Areia, Temari. No início, não mostra um interesse especial em relação à garota, uma vez que vê a sua rival em batalha. Ironicamente, devido a uma série de acontecimentos que levam os dois a reunir-se muitas vezes, começam a estabelecer uma relação de amizade específica, baseada sobretudo na avaliação mútua. O Shikamaru comparou a rapariga à sua mãe, depois de ter notado uma certa semelhança de carácter. Os dois vão acabar com o casamento. Shikamaru, após a morte de asuma, fumou os cigarros remanescentes do seu mestre em sua memória, para depois parar depois de ter derrotado hidan, levando a sua vingança (no anime foi decidido não fazer fumar shikamaru e os cigarros foram Substituído pelo isqueiro de asuma).
Sakura afirma no anime, em uma conversa com você, que durante os exames de seleção dos chuunin, até mesmo o daimyo ficou impressionado com a sua inteligência e lhe ofereceu a oportunidade de se tornar um dos doze guardiões ninja do templo do fogo, mesmo que depois tenha recusado A proposta diz que todas as pessoas que querem proteger estão na aldeia da folha.

## História
Shikamaru é o único filho de Shikaku Nara e de Yoshino Nara, estudante de Asuma Sarutobi e companheiro de equipe de Ino Yamanaka e Choji Akimichi, melhor amigo de Naruto Uzumaki e Chouji desde que eram crianças.

### Quarta grande guerra ninja
Durante a quarta guerra mundial dos ninjas, Shikamaru faz parte da quarta divisão (Departamento de combate a longa distância), juntamente com o seu amigo choji e a. É-lhe atribuído o grau de vice-General e é enviado como reforço à primeira divisão de darui. Nesta ocasião, ajuda este último a derrotar e selar kinkaku, e depois consegue derrotar o seu Mestre Asuma, ressuscitado através da técnica da ressurreição, juntamente com Ino, Choji e uma equipe aliada.
Em seguida, junta-se ao resto da aliança no campo de batalha principal onde estão lutando kakashi, Jai, Naruto e killer bee contra madara e obito uchiha. Este último torna-se, então, a força de carga do dez caudas, lançando toda a aliança em pânico. Após a súbita e dolorosa perda do pai no campo de batalha, shikamaru é forçado a tomar as rédeas da situação para elaborar estratégias de combate mais adequadas. Depois de ter sofrido uma ferida mortal, foi salvo pelo Naruto, graças ao chakra da raposa de nove caudas.
Nesta circunstância, Shikamaru revela que ainda não chegou a sua hora, pois tem de se tornar o braço direito do Naruto quando for hokage. Juntamente com os outros ninjas, ele é atirado para o "Tsukuyomi infinito": Shikamaru imagina Asuma junto com Kurenai e o filho, Shikaku discutindo com sua mãe Yoshino, e temari ao lado dele enquanto ele aprova a sua ideia, ou seja, que o casamento é uma O que é complicado. Como todos os outros, será libertado uma vez que naruto e sasuke derreter a ilusão.

### Epílogo
Alguns anos após o fim da guerra, vai se casar com a Temari e terá um filho, Shikadai, e vai ser conselheiro do Sétimo Hokage Naruto Uzumaki, do qual será também o acompanhante numa reunião entre kage.

## Capacidade Ninja
A técnica principal de Shikamaru é a Técnica do Controle da Sombra, a técnica secreta do seu clã. Quando utiliza esta técnica, pode manipular a sua sombra a seu gosto; se conseguir unir a sua sombra com a sombra de um adversário, pode prendê-lo e atacá-lo. Mais tarde na série seu pai ensina-lhe a Técnica do Estrangulamento pela Sombra, que permite estrangular o adversário com a sua própria sombra. Durante a segunda série, Shikamaru aprimorou a técnica, a fim de fazer interagir a sua sombra com objetos, armas ou pessoas. Além disso, Shikamaru é muito ágil e rápido: conseguiu contornar os ataques de Hidan para derrotá-lo, e provou ser capaz de evitar os ataques de vários adversários simultaneamente, como se viu na luta contra Tayuya.

### Inteligência
Apesar das suas tendências preguiçosas, Shikamaru é extremamente inteligente: o seu professor Asuma Sarutobi, por curiosidade, fez com que ele fizesse um teste de QI sob a forma de jogo (compor um cubo com pedaços de madeira), que revelou um QI de mais de 200 pontos Shikamaru tem o hábito de unir os dedos das mãos formando um círculo e fechar os olhos para se concentrar e pensar em uma estratégia. Uma vez que o faz, depois de apenas alguns minutos, é capaz de pensar em mais de 33 estratégias para usar e escolher imediatamente a mais eficaz. Também é um brilhante estratégista, até mais que seu mestre, Asuma Sarutobi, que nunca conseguiu derrotá-lo no shogi . O seu pai Shikaku Nara, por vezes, consegue vencer o filho. A sua grande capacidade analítica é imediatamente reconhecida por shinobis de alto nível, independentemente de serem companheiros ou inimigos, como Kakashi Hatake, Kakuzu e Obito Uchiha.

## Outros media
Shikamaru é um dos personagens mais presentes em Naruto, tanto no mangá como no anime. Também aparece em alguns filmes; no terceiro filme da série Gekijōban Naruto: Daigekitotsu! Maboroshi no Chiteiiseki Dattebayo, em que ajuda os seus companheiros a derrotar o inimigo de plantão, e em um papel menor em Naruto Shippuden: o exército fantasma. Shikamaru também aparece no terceiro olympic aviation Onde, juntamente com todos os protagonistas, participa num torneio na aldeia da folha, perdendo contra naruto.